# پارک روستایی
پارک روستایی، منطقه‌ای طبیعی است که برای بازدید و تفریح مردم در محیط روستایی در نظر گرفته شده است.

## بریتانیا

این نماد برای مشخص کردن پارک‌های روستایی در بریتانیا، مثلاً در تابلوهای جاده‌ای، استفاده می‌شود.

### تاریخچه
در بریتانیا، اصطلاح پارک روستایی معنای خاصی دارد. حدود ۲۵۰ پارک ملی تعیین‌شده در انگلستان و ولز وجود دارد که سالانه حدود ۵۷ میلیون بازدیدکننده را به خود جذب می‌کنند و حدود ۴۰ پارک دیگر نیز در اسکاتلند وجود دارد. بیشتر پارک‌های روستایی در دهه ۱۹۷۰، تحت قانون حومه شهر ۱۹۶۸، با حمایت کمیسیون سابق حومه شهر، تعیین شدند. در دوران اخیر، هیچ حمایت مالی خاصی برای پارک‌های روستایی به‌طور مستقیم وجود نداشته و تعداد کمتری از آنها تعیین شده‌اند.
بیشتر پارک‌ها توسط مقامات محلی اداره می‌شوند، اگرچه سایر سازمان‌ها و افراد خصوصی نیز می‌توانند آنها را اداره کنند. قانون حومه شهر مصوب ۱۹۶۸ به کمیسیون حومه شهر اختیار داد تا پارک‌های روستایی را به رسمیت بشناسد. اگرچه این قانون پارک‌های روستایی را تأسیس کرد و در مورد امکانات و خدمات اصلی که باید ارائه دهند، راهنمایی‌هایی ارائه داد، اما تعیین مکان‌ها به عنوان پارک‌های روستایی را مجاز ندانست، زیرا تصمیم‌گیری در مورد تأیید مکانی که خود را پارک روستایی می‌نامد، به مقامات محلی واگذار شد.
در انگلستان، پارک‌های روستایی می‌توانند توسط سازمان حفاظت محیط زیست انگلستان تأیید شوند و برخی از آنها نیز دارای نشان پرچم سبز هستند.

### هدف

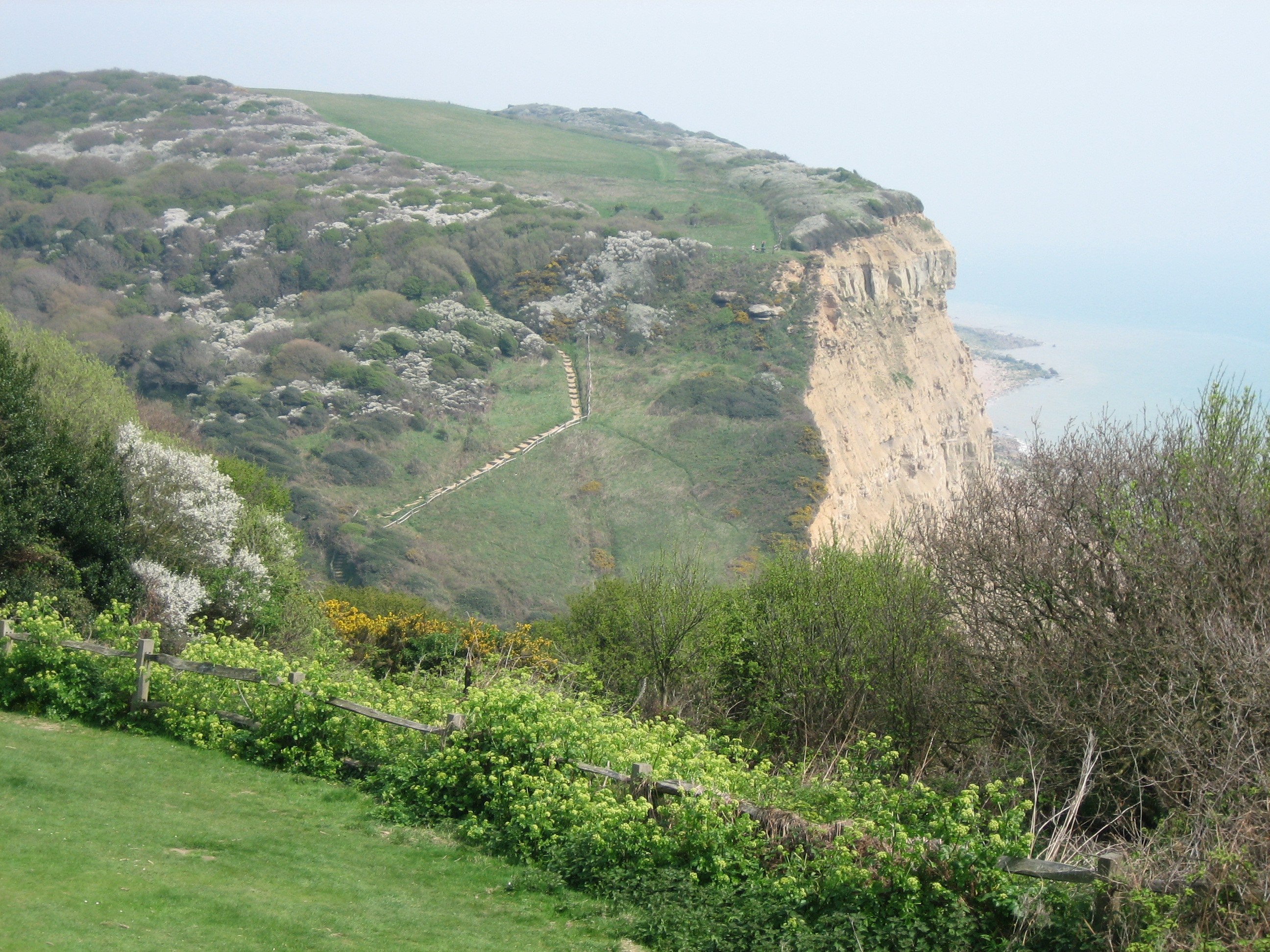
پارک روستایی هیستینگز در ساسکس شرقی

هدف از یک پارک روستایی، فراهم کردن مکانی با حال و هوای طبیعی و روستایی برای بازدیدکنندگانی است که لزوماً نمی‌خواهند به حومه وسیع‌تر بروند. بازدیدکنندگان می‌توانند از یک فضای باز عمومی با فضایی غیررسمی لذت ببرند، برخلاف یک پارک رسمی که ممکن است در یک منطقه شهری یافت شود. به همین دلیل پارک‌های روستایی معمولاً نزدیک یا در حاشیه مناطق مسکونی و به ندرت در حومه وسیع‌تر یافت می‌شوند.

### امکانات رفاهی
یک پارک روستایی معمولاً امکانات رسمی‌تری مانند پارکینگ، سرویس بهداشتی، شاید یک کافه یا کیوسک، مسیرها و مسیرهای پیاده‌روی و برخی اطلاعات برای بازدیدکنندگان دارد. برخی جاذبه‌های بسیار بیشتری دارند، از جمله موزه‌ها، مراکز گردشگری، امکانات آموزشی، ساختمان‌های تاریخی، مزارع، قایق‌سواری، ماهیگیری و سایر جاذبه‌ها.
بسیاری از پارک‌های روستایی بزرگ‌تر، سرگرمی‌هایی را برای بازدیدکنندگان ترتیب می‌دهند و محل‌هایی برای نمایش‌های آتش‌بازی، نمایش‌ها و نمایشگاه‌ها و سایر رویدادهای بزرگ در فضای باز هستند.
لزوماً هیچ حق عمومی برای دسترسی به پارک‌های روستایی وجود ندارد و بازدیدکنندگان معمولاً هنگام ورود به پارک مشمول قوانین داخلی می‌شوند. بعضی‌ها برای پارکینگ پول می‌گیرند، بعضی‌ها رایگان.
این پارک‌ها از یکدیگر بسیار متفاوت هستند و در واقع تنها هدف مشترکشان این است که دسترسی آسان به حومه شهر را برای کسانی که در شهرها و حومه شهرها زندگی می‌کنند، فراهم کنند. آنها لزوماً علاقه زیادی به حفاظت از طبیعت ندارند، اگرچه اغلب این اتفاق می‌افتد.

## هنگ کنگ
در هنگ کنگ، بخش بزرگی از حومه این قلمرو رسماً به عنوان پارک‌های روستایی تعیین شده است. بیشتر این حوضه‌های آبخیز، مخازنی هستند که هدف دوگانهٔ فراهم کردن امکانات تفریحی و کمک به تأمین آب هنگ کنگ را دنبال می‌کنند.